# یوشیو ساکای
یوشیو ساکای (ژاپنی: 酒井義雄؛ زادهٔ ۲ مهٔ ۱۹۱۰ - درگذشته نامشخص) بازیکن هاکی روی چمن اهل ژاپن بود.